# María Cotiello
María Cotiello Pérez (Mieres, Asturias, 21 de noviembre de 1982) es una actriz española de cine, teatro y televisión.

## Biografía
María Cotiello vivió en Grillero, parroquia de Santa Cruz (Mieres), hasta el 2000, trasladándose a estudiar al Real Escuela Superior de Arte Dramático de Madrid.
Entre sus trabajos más relevantes se encuentran varias series como SMS, Sin miedo a soñar (La Sexta), donde interpretaba a Eva en la segunda temporada, o la telenovela de TVE1 Amar en tiempos revueltos en la que interpretaba a Matilde, Seis hermanas, El ministerio del tiempo o Bajo sospecha. También apareció en la serie de ficción de Paramount Comedy, Ascensores. Ha participado en la película Las 13 rosas, y en los cortometrajes Almas Perdidas, Ermymtrude y Esmeralda, Mañana todo será mejor, No hay de qué y Seguridad, aunque la mayor parte de la carrera profesional de esta actriz se centra en el teatro, en obras como Presas, ¡Viva el Duque, nuestro dueño!, La Danza de la Muerte, Dios de Woddy Allen y Cuentacuentos, el cual fue su primer trabajo en 1999, con tan solo 16 años. En 2016 ficha por la Televisión del Principado de Asturias (TPA) con un nuevo programa semanal que se emite cada martes para conocer a fondo las ciudades de Asturias, calle a calle, denominado De Cai, el cual recorre los barrios más populares y característicos de Asturias.

## Actividad personal
En el año 2009 María se adhiere a la campaña 'Doi la Cara' del Conceyu Abiertu pola Oficialidá (CAO), en la que se reivindica un estatus jurídico de igualdad para la lengua asturiana respecto al castellano en el Principado.

## Filmografía

### Cine
| Año  | Película       | Director               | Personaje |
| ---- | -------------- | ---------------------- | --------- |
| 2006 | Las 13 rosas   | Emilio Martínez Lázaro | Elena     |
| 2017 | Como la espuma | Roberto Pérez Toledo   |           |
| 2023 | Infiesto       | Patxi Amezcua          | Pilar     |

### Cortometrajes
| Año  | Cortometraje           | Director            |
| ---- | ---------------------- | ------------------- |
| 2015 | Agostu                 | Diego Llorente      |
| 2014 | Objetos perdidos       | Álvaro Oliva        |
| 2013 | Documental o ficción   | Germán Roda         |
| 2013 | Clínica la Piadosa     | Ignacio Sepúlveda   |
| 2011 | Orquídeas Verdes       | Juanjo Justicia     |
| 2009 | Cielo rojo al amanecer | Julio De La Fuente  |
| 2009 | Septiembre             | Julio De La Fuente  |
| 2008 | Almas perdidas         | Julio De La Fuente  |
| 2008 | Mañana todo será mejor | Javier Acha         |
| 2007 | Ermyntrude y Esmeralda | José Miguel         |
| 2002 | No hay de qué          | Javier Martín       |
| 2001 | Seguridad              | Francisco José Vega |

### Series
| Año             | Serie                     | Productora                           | Personaje                                     |
| --------------- | ------------------------- | ------------------------------------ | --------------------------------------------- |
| 2007            | SMS (Sin Miedo a Soñar)   | Globomedia                           | Eva                                           |
| 2007-2008; 2009 | Amar en tiempos revueltos | Diagonal TV                          | Matilde Roldán Caballero                      |
| 2007-2008       | Ascensores                | Paramount Comedy                     |                                               |
| 2009-2010       | Hay alguien ahí           | Cuatro                               | Irene Pardo Simón                             |
| 2010-2011       | Los protegidos            | Antena 3                             | Nuria Gracià Tortosa                          |
| 2012            | 14 de abril. La República | TVE                                  | Nieves                                        |
| 2012-2013       | Bandolera                 | Antena 3                             | Sofía Serrano / Sofía López / Sofía Garmendia |
| 2015            | Bajo sospecha             | Antena 3                             | Begoña Valverde                               |
| 2015            | El Ministerio del Tiempo  | La 1                                 | Dra. Nuria Celaya                             |
| 2016-2017       | Seis hermanas             | La 1                                 | Soledad Silva                                 |
| 2018-2019       | Centro médico             | La 1                                 | Dra. Beatriz Reina                            |
| 2019            | El Cid                    | Amazon Prime Video                   |                                               |
| 2023-presente   | Chucky                    | Serie de Televisión española Netflix | Matilde Montero                               |

### Series de estudio
| Año  | Película | Productora    |
| ---- | -------- | ------------- |
| 2006 | Alesio   | Estudio 1 TVE |

### Presentadora
| Año       | Programa    | Cadena |
| --------- | ----------- | ------ |
| 2016      | De Cai      | TPA    |
| 2021-2022 | La Reválida | TPA    |

## Teatro
- Presas (2005), de Ernesto Caballero.
- ¡Viva el Duque, nuestro dueño! (2002), de Alonso de Santos.
- La danza de la muerte (2001), de Andrés Presumido.
- Dios de Woody Allen, de Andrés Presumido.
- Cuentacuentos, de Grupo de teatro Polimnia.